# SN 2005S
SN 2005S – supernowa typu Ia odkryta 22 stycznia 2005 roku w galaktyce UGC 9037. W momencie odkrycia miała maksymalną jasność 19,10m.